# 臺灣鐵路LDH200型柴液機車
臺灣鐵路管理局（以下簡稱「臺鐵」）在柴油化時，均以採購柴電機車為主；但在1960年代後期臺東線（貨運）柴油化時，購入12輛LDH200型柴液機車，為臺鐵第一款柴液機車。該型車入籍後以牽引臺東線貨運列車為主，並曾牽引該線客車。1982年臺東線軌距拓寬為1,067 mm（東拓）後，本型機車亦進廠改造，形式變更為DH200型繼續使用。本型車於1989年全部報廢，目前僅存縱貫線鐵道保存協會收藏的DH207，以及存放於花蓮機廠的DH210。

## 歷史背景
1960年代後期，因臺東線鐵路製糖期貨運需求量大，但原有蒸氣機車性能普遍欠佳，且因當時玉里＝樂合間清水溪鐵路橋載重問題使性能較佳之LDT100型蒸氣機車無法行駛至玉里以南，造成蒸氣機車運用窘迫，於是有東線柴油化的呼聲。原本希望能採購柴電機車，經過數次折衝後，由日本車輛得標，提供12輛柴液機車。

## 車輛概說
LDH200型機車裝有GM 12V-71N引擎兩具，每具引擎馬力456 HP，共912 HP，可依實際情形選擇使用單引擎或雙引擎。引擎出力經由扭力轉換器（日本新潟鐵工所DBS-115）驅動推進軸，再經逆轉機驅動車輪。本型機車外觀為凸字型，抵達終點時不需上轉車盤變更方向即可行駛。

## 運用狀況
本型機車前六輛於1968年11月5日抵臺，於花蓮港卸船後自11月6日起試車，首輛LDH201於同年11月15日投入運用。第二批於12月5日抵臺，最後一輛LDH212於12月27日投入運用。本型機車主要牽引臺東線貨車及花蓮（舊站）＝花蓮港站客車，亦有牽引臺東線客車的記錄。
1982年東拓完工後，本型機車進改造，將軌距改為1,067 mm、換裝西線使用的自動聯結器，及駕駛室車頂加高，形式亦改為DH200型。改造後，本型機車主要牽引縱貫線北部區間貨車，並曾短暫於淡水線使用，惟整體使用頻率並不高，例如1986年全年，該型機車僅行駛174,502公里。1989年11月，本型車全部報廢。
|                      | 1980  | 1981  | 1982  | 1983 | 1984  | 1985  | 1986  | 1987  | 1988 | 1989 |
| 平均每日行駛公里 (A) | 3172  | 2529  | 2529  | 958  | 734   | 573   | 478   | 508   | 268  | 202  |
| 配置機車日車公里 (B) | 207.3 | 194.5 | 192.0 | 99.8 | 61.3  | 47.8  | 39.8  | 42.3  | 27.5 | 40.3 |
| 配置輛數 (A)/(B)     | 15.30 | 13.00 | 13.17 | 9.60 | 11.97 | 11.99 | 12.01 | 12.01 | 9.75 | 5.01 |
| 可用率 (%)           | 88.7  | 88.0  | 88.0  | 73.8 | 57.6  | 57.0  | 54.7  | 60.1  | 43.6 | 84.0 |

由上表觀之，在1982年東拓前，整體柴液機車（LDH200型及LDH101）可用率均甚高，但東拓後（僅剩DH200型，LDH101於東拓後報廢）可用率呈現下滑的趨勢。1987年時全數DH200型均在籍（可能有部分車輛已停用等待除籍），1988年時已有部份車輛開始報廢。

## 現況
本型車1988～1990年全數報廢後，除DH207於高雄機廠及DH210於花蓮機廠作為無車籍調車機使用外，其他均解體消失；但此兩輛機車後期均甚少使用。2005年DH207由縱貫線鐵道保存協會收購，保存於屏東縣內埔鄉豐田國小西南方，僅剩DH210在花廠。
今DH210雖屬廢料帳，但已於臺鐵內部被列為文化資產。